# Liste des gouverneurs de Normandie

## Résidence des gouverneurs
Le gouverneur de la province de Normandie avait sous ses ordres deux lieutenants-généraux, commandant en son absence respectivement la haute et la basse-Normandie. La résidence du gouverneur semble être le Vieux-Palais à Rouen, même si sous l’occupation anglaise le gouverneur réside au château de Caen et plus tard, avec la construction du port militaire de Cherbourg, il s’installe sur les terres de l’abbaye Notre-Dame du Vœu.

## Liste des gouverneurs

### La Normandie ducale
| Date      | Nom                                            | Commentaire |
| --------- | ---------------------------------------------- | --- |
| 942       | Bernard le Danois                              | Noble normand. |
| 943       | Raoul Tourte                                   | Noble normand, sénéchal du duché de Normandie lors de la minorité du duc Richard Sans-Peur.                                      |
| 943 - 945 | Herluin de Montreuil (v. 890-945)              | Comte de Montreuil et abbé de Saint-Riquier de 926 à 945. Il était fils d'Helgaud, comte de Montreuil et avoué de Saint-Riquier. |
| 950       | Guillaume Percy                                | Général de l’armée danoise. |
| ...       | Alain de Bretagne (vers 997- 1er octobre 1040) | Duc de Bretagne (1008-1040). |
| ...       | Pierre de Préaux († 1212)                      | Chevalier et seigneur normand qui deviendra gouverneur militaire de Normandie, capitaine et bailli des îles Anglo-Normandes..    |

### La Normandie française
| Date             | Portraits | Noms                   | Armoiries | Commentaire |
| ---------------- | --------- | ---------------------- | --------- | --- |
| ca 1251 - † 1314 |           | Geoffroy de Charnay    |           | |
| 1356 – 1360      |           | Louis d'Harcourt       |           | Gouverneur et lieutenant-général de Normandie. |
| 8 avril 1378     |           | Philippe le Hardi      |           | Duc de Bourgogne, pair de France, comte de Flandres, d’Artois, de Bourgogne-Palatin, de Nevers, de Rethel, d’Étampes, gouverneur de Picardie et de Normandie. |
|                  |           | Arthur III de Bretagne |           | Comte de Richemont, connétable de France, maître d’hôtel du roi.                                                                                              |
| 30 novembre 1413 |           | Jean Ier d'Alençon     |           | Comte puis duc-pair d'Alençon. |
| 1461-1464        |           | Charles de Charolais   |           | Duc de Bourgogne. |
| 1465-1466        |           | Charles de Berry       |           | Duc de Berry, de Normandie et de Guyenne, frère du roi Louis XI.                                                                                              |

- fin 1466 : Louis de Luxembourg, comte de Saint-Pol, lieutenant et gouverneur, connétable.
- 28 juin 1491 - 7 avril 1498 : Louis (XII), duc-pair d'Orléans, lieutenant-général et gouverneur.
- 14 septembre 1494 : Georges Ier d'Amboise, en l'absence du gouverneur.
- 9 juillet 1498 : Georges Ier d'Amboise, lieutenant-général puis gouverneur, évêque de Montauban, archevêque de Narbonne, archevêque de Rouen, cardinal.
- 1512 : François (Ier), comte-pair d'Angoulême.
- 18 janvier 1515: Charles (IV), duc-pair d'Alençon.
- 6 mai 1526 : Louis de Brézé, comte de Maulévrier, grand sénéchal de Normandie, grand veneur, lieutenant général en Normandie.
- 8 août 1531 : François de France, dauphin de Viennois, duc de Bretagne.
- 10 novembre 1536 : Henri (II) de France, dauphin de Viennois.
- 21 juillet 1547 : Claude, seigneur d'Annebault et de La Hunaudaye, lieutenant-général en Normandie, maréchal, ambassadeur à Venise, amiral, chevalier de Saint-Michel.
- décembre 1552 - 1556 : Robert de La Marck, duc de Bouillon, capitaine des Cent Suisses, maréchal, duc, chevalier de Saint-Michel.
- 1556 - 2 décembre 1574 : Henri-Robert de La Marck, duc de Bouillon, fils aîné du précédent, capitaine des Cent Suisses, conseiller d'État, chevalier de Saint-Michel.

### Lieutenants généraux
À la mort de La Marck, le gouvernement de Normandie reste vacant. Les attributions sont partagées entre trois lieutenants-généraux, de 1574 à 1583.
- Jean de Mouy, seigneur de La Mailleraye, vice-amiral, chevalier de Saint-Michel, chevalier du Saint-Esprit.
- Jacques de Goyon, seigneur de Matignon, comte de Thorigny, maréchal, lieutenant-général de Guyenne, chevalier de Saint-Michel, chevalier du Saint-Esprit.
- Tanneguy Le Veneur, seigneur de Carrouges, comte de Tillières, capitaine de 50 hommes d'armes, conseiller d'État, chevalier de Saint-Michel, chevalier du Saint-Esprit.

### Gouverneurs
- 12 mars 1583 - 20 octobre 1587 : Anne de Chateauneuf-Randon, duc-pair de Joyeuse, amiral, 1er gentilhomme de la chambre.
- 7 novembre 1587 - 28 mai 1588 : Jean-Louis de Nogaret de La Valette, duc-pair d'Épernon, amiral, colonel général de l'infanterie.
- 14 juillet 1588 - 4 juin 1592 : François de Bourbon, duc-pair de Montpensier.
- 19 juin 1592 - 27 février 1608 : Henri de Bourbon, fils du précédent, duc-pair de Montpensier.
- 1608 - 14 mai 1610 : Louis (XIII), dauphin.
- 10 juin 1610 - 1er novembre 1612 : Charles de Bourbon, comte-pair de Soissons.
- 28 novembre 1612 - avril 1619 : Marie de Médicis, reine de France.
- 6 août 1619 : Henri II d'Orléans, duc de Longueville.
- 29 juillet 1620 - juillet 1627 : Charles II de Lorraine, duc-pair d'Elbeuf, chevalier des Ordres.
- juillet 1627 - 11 mai 1663 : Henri II d'Orléans, pour sa 2e fois.
- 1er décembre 1649 - 24 novembre 1666? : Jean-Louis Charles d'Orléans, fils du précédent, duc de Longueville, duc d'Estouteville, prêtre.
- mai 1663 : Charles de Sainte-Maure, duc-pair de Montausier, lieutenant-général, commandant pendant le bas-âge du précédent et du suivant.
- avant 1665 - 12 juin 1672 : Charles-Paris d'Orléans, frère de Jean-Louis Charles d'Orléans, duc de Longueville, duc d'Estouteville.
- 1672 : Jean-Louis Charles d'Orléans, pour sa 2e fois.
- 3 mai 1691 - 9 mai 1691[4] : François Henri de Montmorency, duc-pair de Piney, maréchal.
- 9 mai 1691 : Charles François Frédéric de Montmorency, fils aîné du précédent, duc-pair de Piney, lieutenant général, duc de Beaufort, chevalier des Ordres.
- 27 septembre 1718 - 18 mai 1764 : Charles François Frédéric II de Montmorency, fils du précédent, capitaine de la 3e compagnie des gardes du corps, maréchal, chevalier des Ordres.
- 15 juin 1764 : Anne-Pierre, duc-pair d’Harcourt, maréchal.
- 15 juin 1764 : François-Henri, fils du précédent, duc-pair d’Harcourt, lieutenant-général en Haute-Normandie, gouverneur du dauphin, membre de l’Assemblée des notables, membre de l’Académie française, garde de l’oriflamme, chevalier des Ordres.

## Gouverneurs anglo-normands
En 1204, à la suite du rattachement de la Normandie au royaume de France, l’Angleterre conserve les îles dites anglo-normandes, parmi lesquelles Guernesey et Jersey. Des gouverneurs, qui sont devenus en 1835 des lieutenant-gouverneurs, assurent le gouvernement de ces îles, au nom de la reine d'Angleterre.
- liste des gouverneurs de Guernesey (en) et des lieutenant-gouverneurs (en)
- liste des lieutenant-gouverneurs de Jersey (en)

## Source
- Jean Duquesne, Dictionnaire des gouverneurs de Province sous l'Ancien Régime, Éditions Christian, Paris, 2002, p. 128-133.